# Wittmund (district)
Districtul Wittmund este un district rural (în germană: Kreis) în landul Saxonia Inferioară, Germania. 
1. 1 2 3  GeoNames